# Кірхберг (Санкт-Галлен)
Кірхберг (нім. Kirchberg SG) — громада  в Швейцарії в кантоні Санкт-Галлен, виборчий округ Тоггенбург, окружний центр.

## Історія
Вперше згадується у 1222 як Kilchberc.

## Географія
Громада розташована на відстані близько 130 км на північний схід від Берна, 26 км на захід від Санкт-Галлена.
Кірхберг має площу 42,5 км², з яких на 10,4% дозволяється будівництво (житлове та будівництво доріг), 57,5% використовуються в сільськогосподарських цілях, 30,7% зайнято лісами, 1,4% не є продуктивними (річки, льодовики або гори).

## Демографія
2019 року в громаді мешкало 9100 осіб (+11,7% порівняно з 2010 роком), іноземців було 28%. Густота населення становила 214 осіб/км².
За віковим діапазоном населення розподілялося таким чином: 23,9% — особи молодші 20 років, 60,2% — особи у віці 20—64 років, 15,9% — особи у віці 65 років та старші. Було 3605 помешкань (у середньому 2,5 особи в помешканні).
Із загальної кількості 5067 працюючих 391 був зайнятий в первинному секторі, 2729 — в обробній промисловості, 1947 — в галузі послуг.

## Транспорт
Через Кірхберг курсує автобус 732. Його маршрут починається із залізничного вокзалу Віля і закінчується у Гавілі. Перші автобуси вирушають о 5 ранку, останні о 24. У будні рух транспорту дещо інтенсивніший.

## Туризм
У Кірхберзі є кілька ресторанів. У центрі міста розташований супермаркет Volg. Є інші магазини.

## Пансіонат "Розенберг"
У пансіонаті "Розенберг" розміщали літніх людей. У 2022 році було прийнято рішення у ньому розміщати біженців з України. Українців розміщали тимчасово, на 3-4 доби, після чого поселяли в інше місце на постійне проживання. Як правило, українців направляли до Кірхбергу із Альтштеттену.

## Галерея

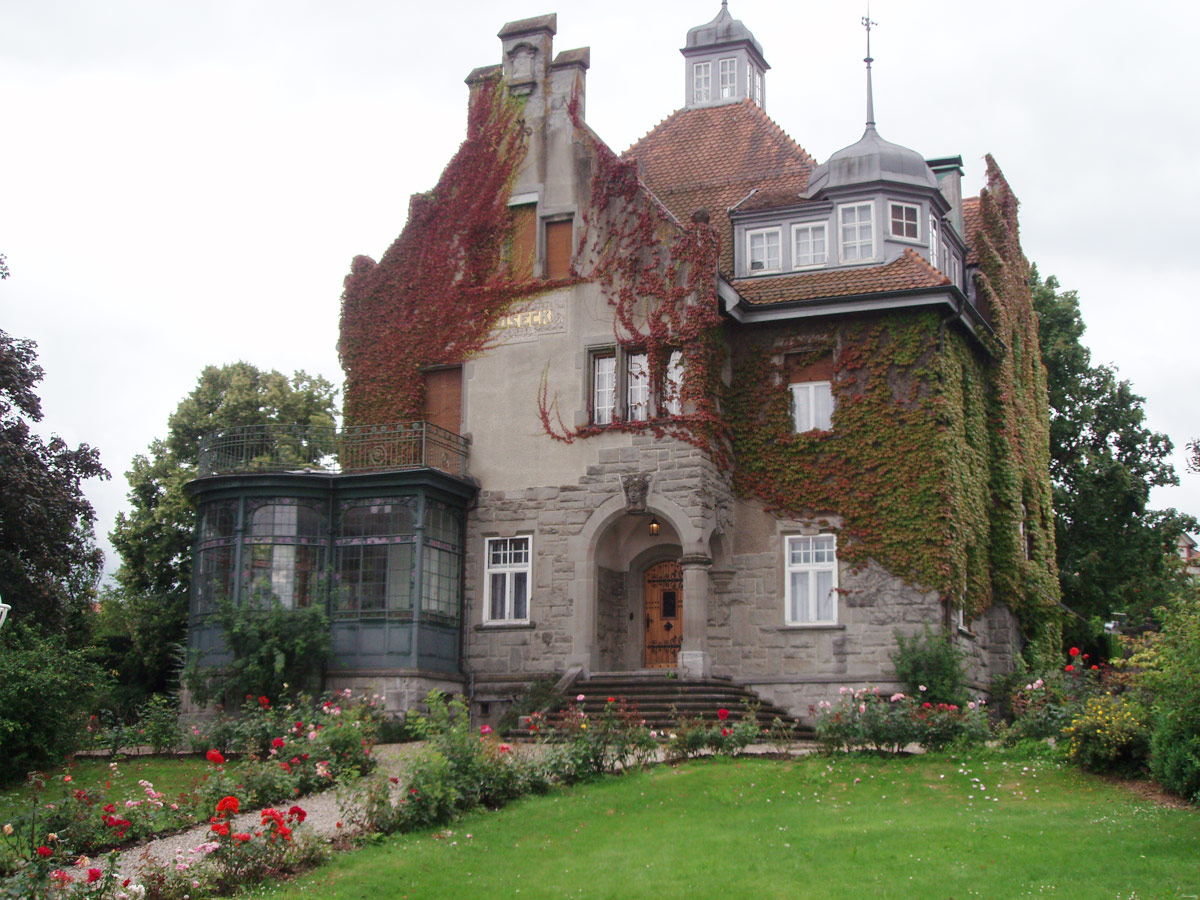
Вілла Розек
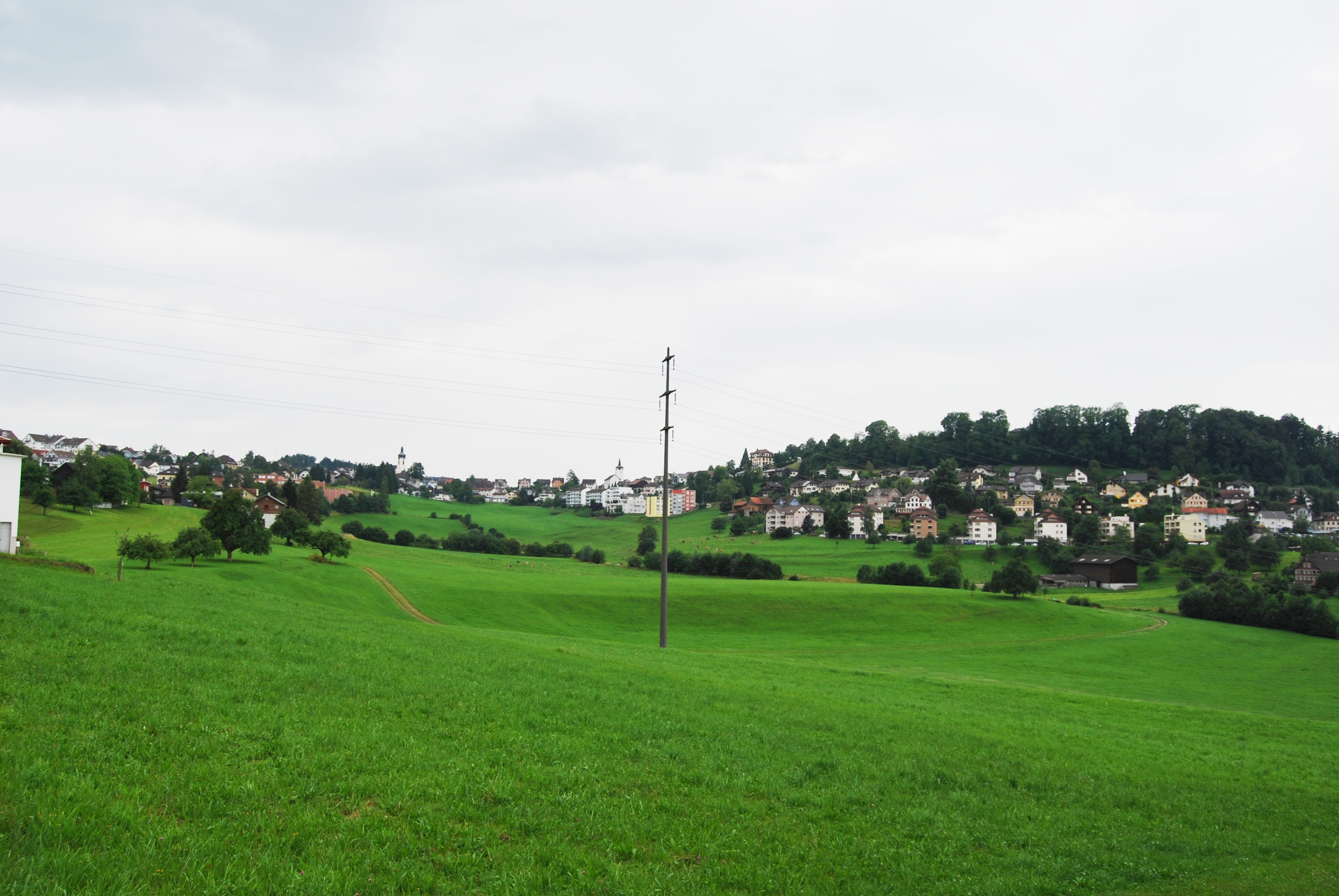
Кірхберг
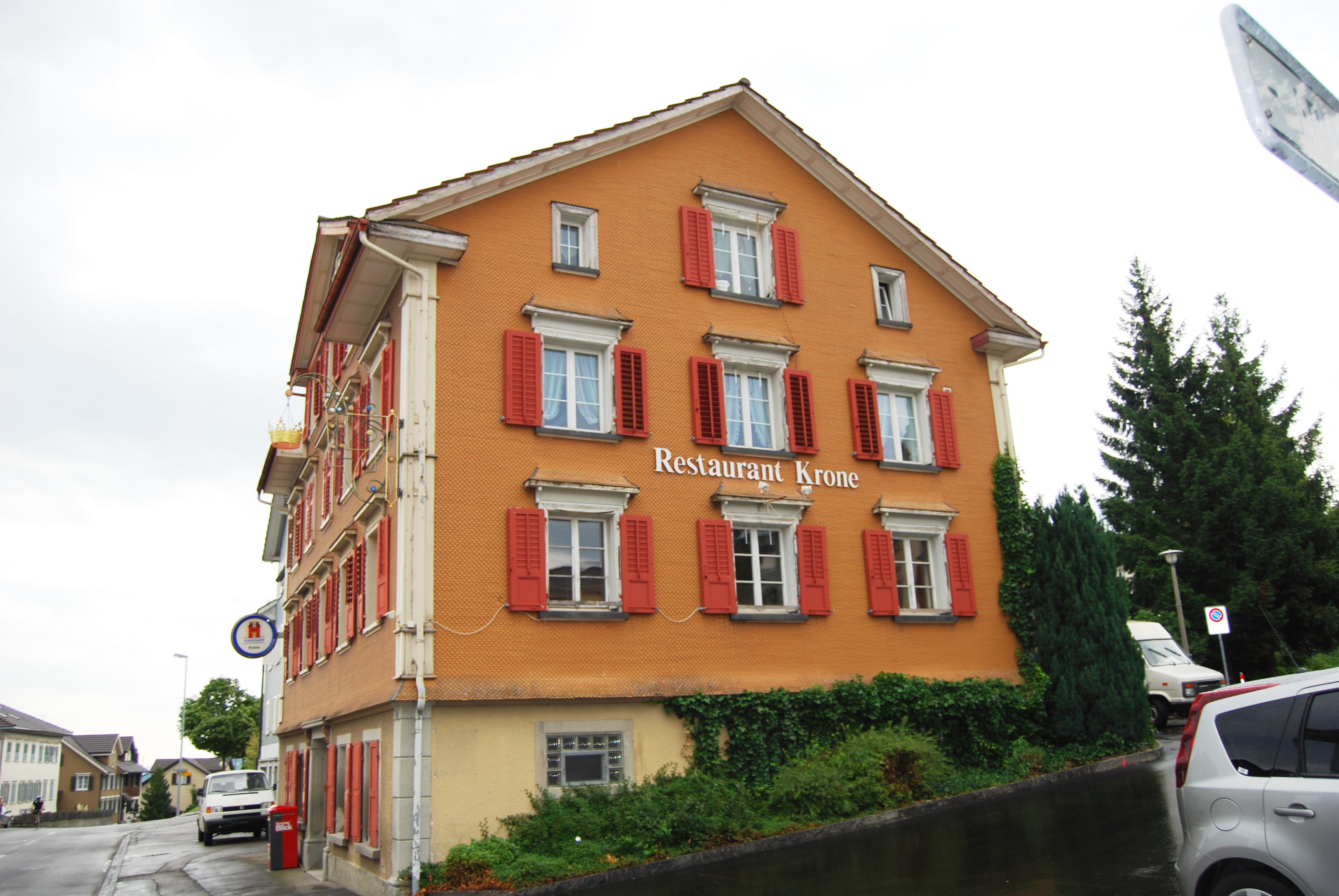
Ресторан Кроне
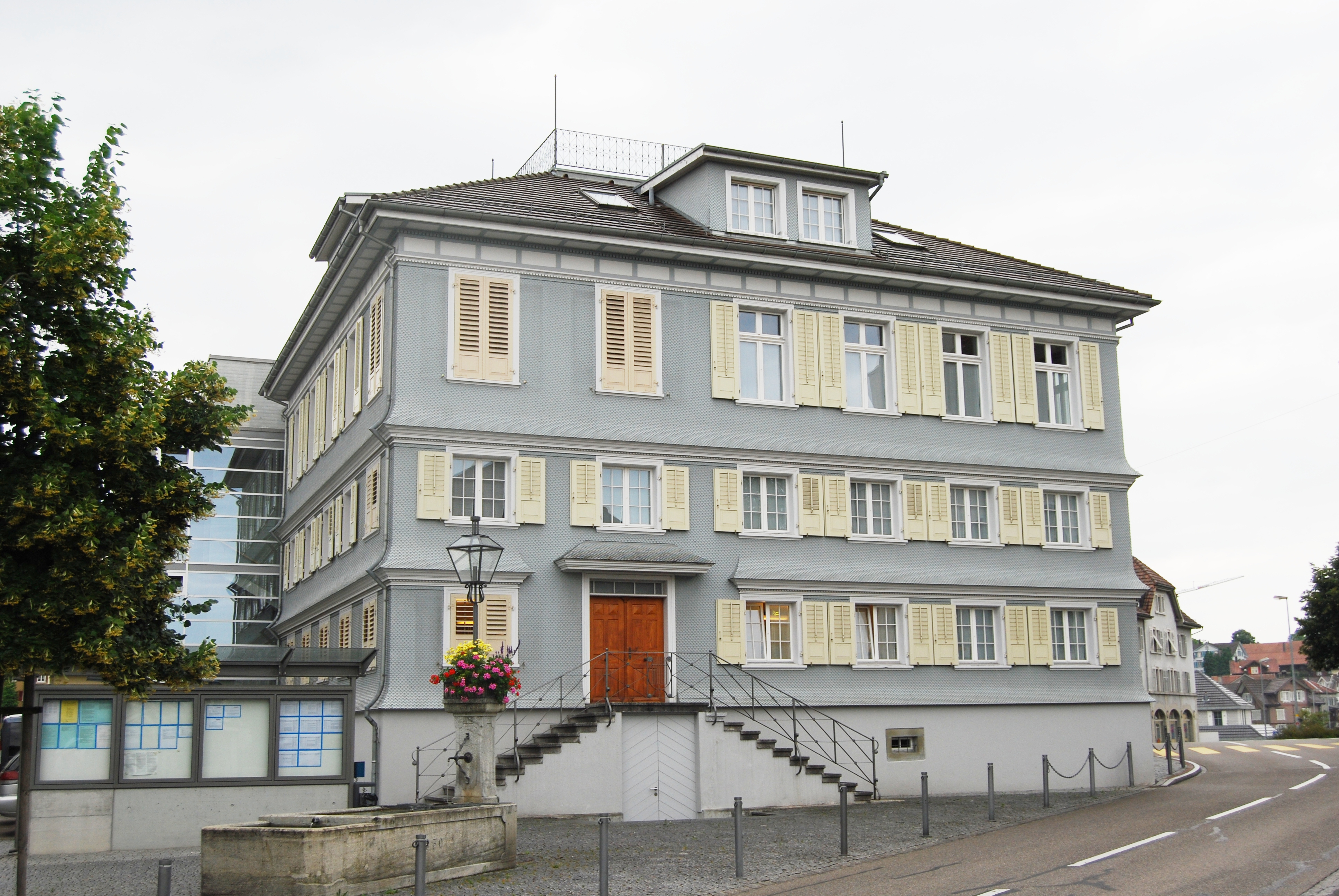
Урядовий будинок
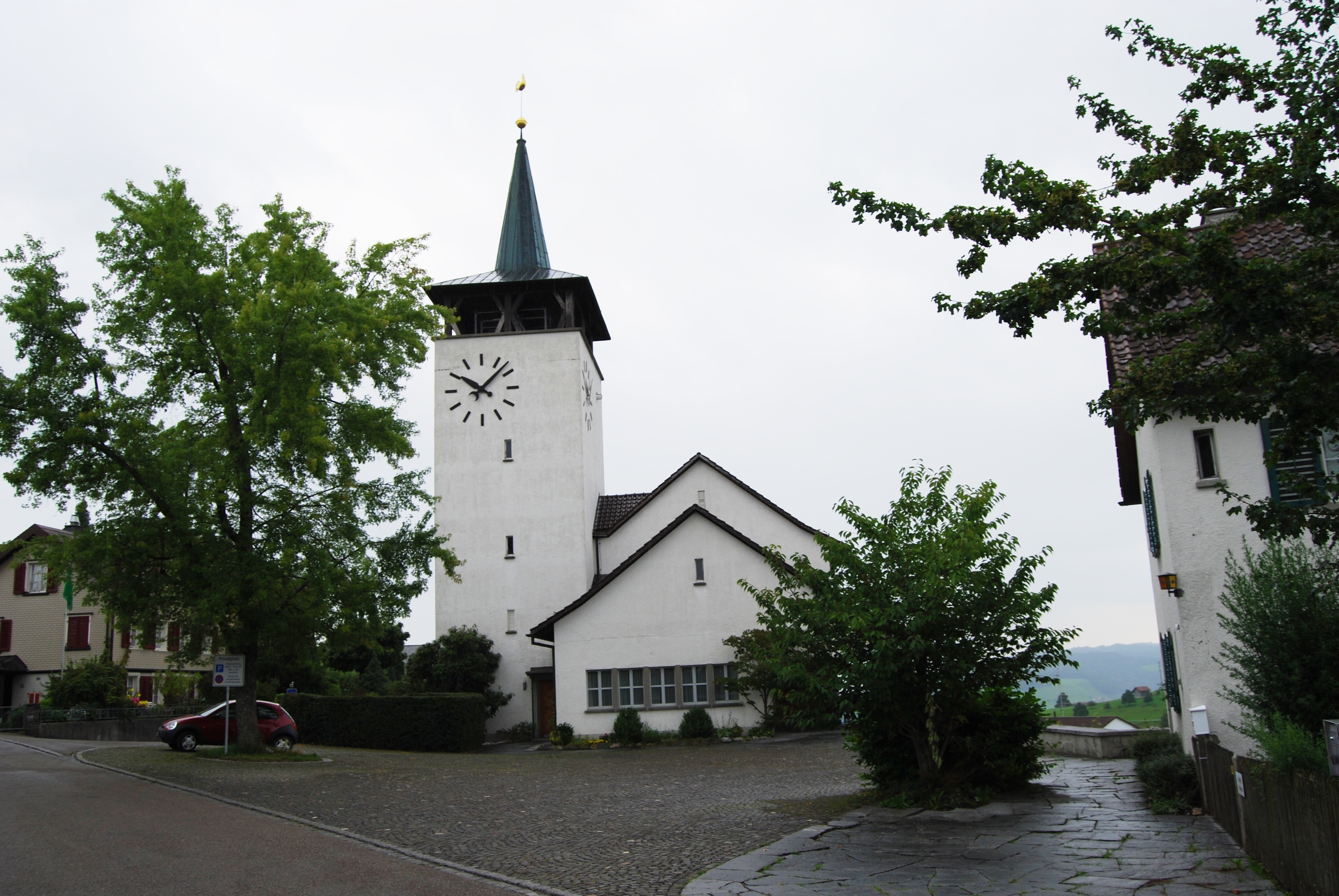
Кірха, збудована у 1954 році
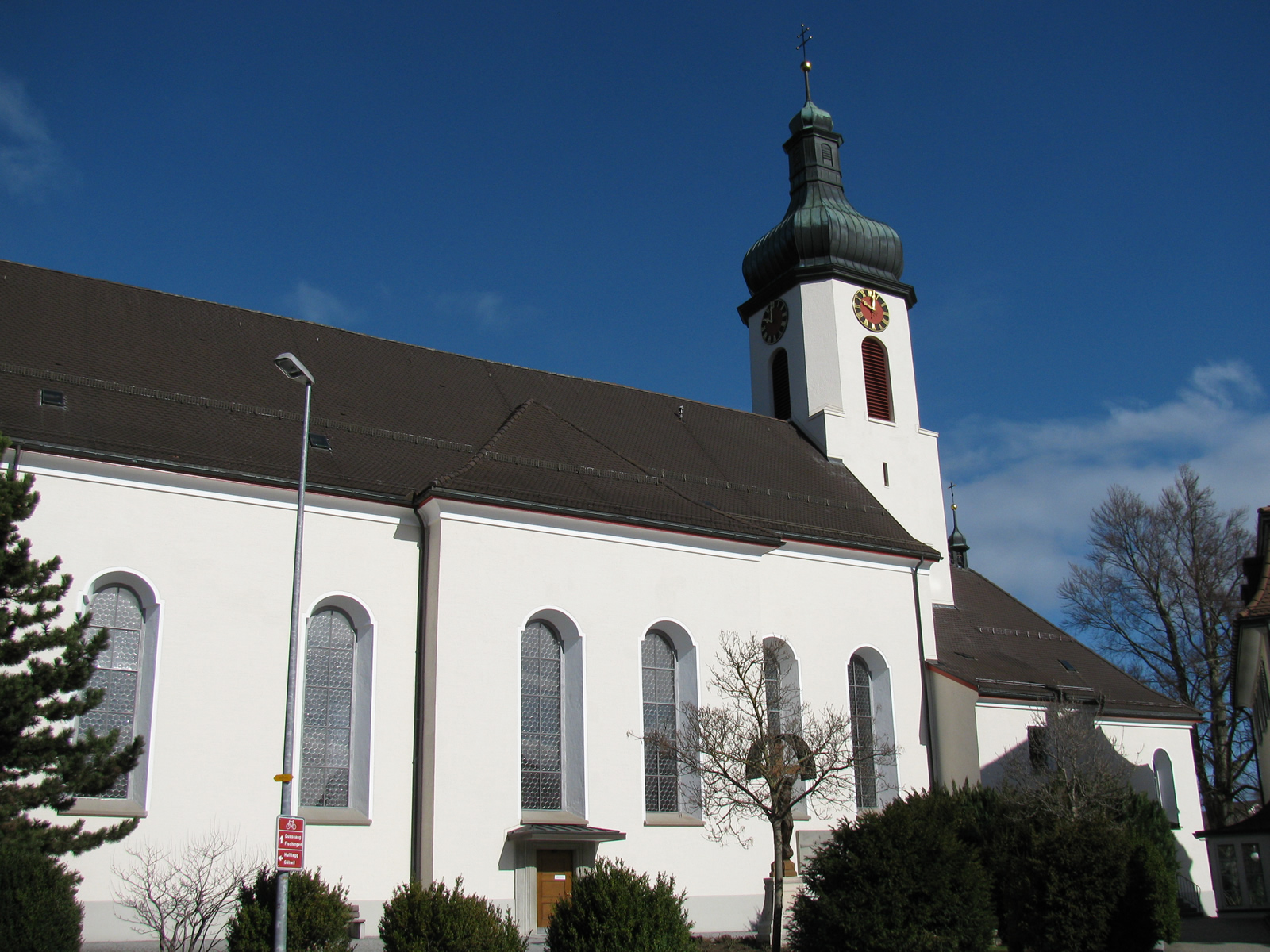
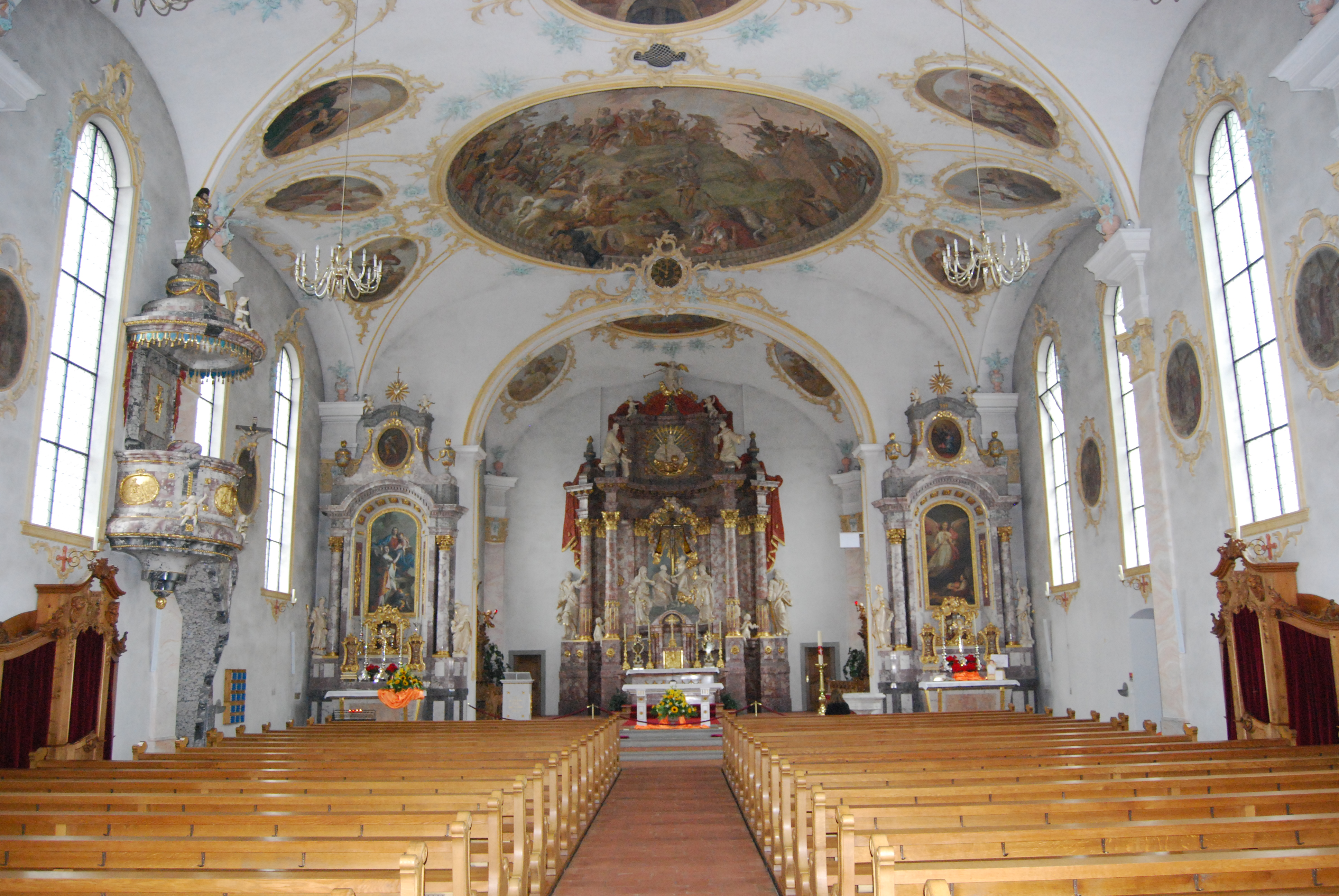